# Filtrování kláves

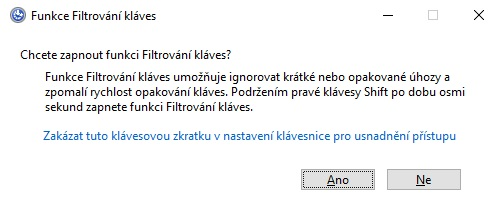
Dialogové okno zapnutí Filtrování kláves

Filtrování kláves je jedna z funkcí usnadnění přístupu v systému v Microsoft Windows, která umožňuje ignorovat krátké nebo opakované úhozy  a zpomalí rychlost opakování kláves, takže když uživatel drží libovolnou klávesu, počítač nevydá text okamžitě. To usnadňuje psaní uživatelům s třesem rukou. Pro aktivaci i deaktivaci funkce stačí podržet po dobu osmi sekund klávesu Shift.
Častým problémem je, kdy uživatel často používá klávesu Shift nebo nechtěně podrží dlouho. Proto z těchto důvodu lze tuto klávesovou zkratku zakázat.

## Historie
Microsoft poprvé zavedl filtrování kláves ve Windows 95. Tato funkce se používá také v novějších verzích systému Windows